# Summerseat
Summerseat – wieś w Anglii, w hrabstwie ceremonialnym Wielki Manchester, w dystrykcie metropolitalnym Bury. Leży 19 km na północ od centrum miasta Manchester.